# Tromeđa
Tromeđa är ett berg i Albanien, på gränsen till Kosovo och Montenegro. Det ligger i den norra delen av landet, 140 km norr om huvudstaden Tirana. Toppen på Tromeđa är 2 335 meter över havet, eller 64 meter över den omgivande terrängen. Bredden vid basen är 0,60 km. Tromeđa ingår i Bjeshka e Junikut.
Terrängen runt Tromeđa är bergig österut, men västerut är den kuperad.  Runt Tromeđa är det ganska tätbefolkat, med 222 invånare per kvadratkilometer.. Det finns inga samhällen i närheten. 
I omgivningarna runt Tromeđa växer i huvudsak blandskog.